# William Fox-Strangways, 4. Earl of Ilchester

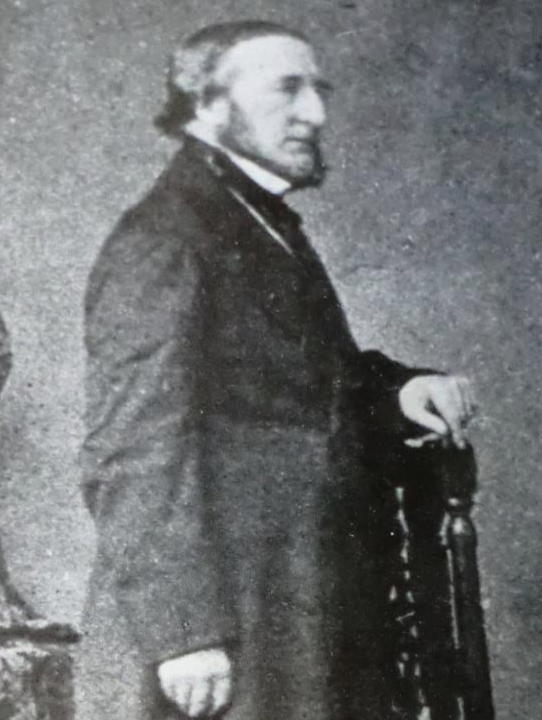
William Fox-Strangways, 4. Earl of Ilchester

William Thomas Horner Fox-Strangways, 4. Earl of Ilchester, auch William T. H. F. Strangways zitiert, (* 7. Mai 1795; † 10. Januar 1865) war ein britischer Diplomat, Whig-Politiker und Geologe.

## Leben
Fox-Strangways besuchte die Westminster School und studierte am Christ Church College in Oxford mit dem Bachelor-Abschluss 1816 sowie dem Master-Abschluss 1820 und trat dann in den Dienst des Außenministeriums. Er war Attaché an den Botschaften von St. Petersburg (1819), Istanbul (1820), Neapel, Den Haag, Gesandtschafts-Sekretär in Florenz (1825 bis 1828) und Neapel (1828 bis 1832), und Botschaftssekretär in Wien (1832 bis 1835) und 1835 bis 1840 Unterstaatssekretär im Außenministerium in der Regierung von Lord Melbourne. Danach war er bis 1849 britischer Gesandter beim Deutschen Bund in Frankfurt am Main und außerdem ab 1847 Ministre plénipotentiaire beim Großherzogtum Hessen und Herzogtum Nassau. Nach dem Tod seines älteren Halb-Bruders Henry Fox-Strangways (1787–1858) 1858 erbte er den Titel und zog in das House of Lords ein.
In seiner Zeit in Sankt Petersburg befasste er sich mit der Geologie von Russland, über die er 1821/22 veröffentlichte, darunter auch eine frühe geologische Karte. Er war ab 1821 Fellow der Royal Society.
Er war ab 1857 verheiratet mit Sophia Penelope Sheffield; das Paar hatte keine Kinder. Sein Neffe Henry (1847–1905) folgte ihm auf den Titel. William Thomas sammelte frühe italienische Gemälde, die er teilweise dem Christ Church College in Oxford vermachte, teilweise dem Ashmolean Museum in Oxford. Auch betätigte er sich in der Botanik der europäischen Flora und befasste sich mit slawischen Sprachen.

## Schriften
- Geological Sketch of the Environs of Petersburg, Transactions of the Geological Society of London 5, 1821, S. 392–458.
- An Outline of the Geology of Russia, Transactions of the Geological Society of London, Ser. 2, 1822, S. 1–39 (Karte auf Plate II im Anhang).